# Nikolaj Vasiljevič Ilovajski
Nikolaj Vasiljevič Ilovajski (rusko Никола́й Васи́льевич Илова́йский), ruski general, * 1773, † 1838.
Bil je eden izmed pomembnejših generalov, ki so se borili med Napoleonovo invazijo na Rusijo; posledično je bil njegov portret dodan v Vojaško galerijo Zimskega dvorca.

## Življenje
Pri šestih letih je pričel z vojaško službo pri kozakih; že čez dve leti se je udeležil kampanje proti krimskim Tatarom. 28. junija 1783 je postal kozaški stotnik. Leta 1787 se je udeležil druge turške vojne, bojev proti Poljakom (1792-94) ter proti Perzijcem (1796). 23. januarja 1798 je bil povišan v polkovnika in 20. junija 1799 v generalmajorja. 
Ilovajski je postal prvi kampanjski ataman polkov donskih Kozakov, ki so se udeležili bojev proti kavkaškim gorskim plemenom. 7. julija 1801 se je upokojil. Med letoma 1802 in 1805 je bil poveljnik 3. kozaškega polka na zahodni meji. V letih 1806-07 se je boril proti Francozom in nato se je ponovno boril proti Turkom. 
15. februarja 1813 je bil povišan v generalporočnika; zaradi bolezni je bil leta 1818 odpuščen iz vojaške službe.